# Saint-Laurent (Montréal)
Pour les articles homonymes, voir Saint-Laurent.
Saint-Laurent est un arrondissement de la ville de Montréal, au Québec (Canada). Il est le plus grand des arrondissement montréalais quant à sa superficie, et compte plus de 100 000 habitants en 2021. Avec une population massivement issue de l'immigration, Saint-Laurent est multiculturel.
D'abord un village agricole, la desserte par train et par tramway catalyse son développement en tant que ville industrielle et résidentielle. Les centres de distribution, l'industrie aéronautique et la haute technologie fournissent au xxie siècle la plupart des emplois.

## Toponymie
Il est nommé en l'honneur de Laurent de Rome[réf. nécessaire]. 

## Géographie

### Limites administratives
L'arrondissement de Saint-Laurent est situé au nord de l'île de Montréal. Il est bordé au nord par le quartier Cartierville, à l'est par le quartier Bordeaux, au sud par la ville de Mont-Royal et à l'ouest par la ville de Dorval ainsi que par l'arrondissement de Lachine.

#### Quartiers de référence
- Q55 Chameran/Montpellier (d)
- Q56 Grenet (d)
- Q57 Dutrisac (d)
- Q58 Bois-Franc
- Q59 Du Collège/Hodge (d)

#### Quartiers sociologiques
- Chameran-Lebeau

### Géographie humaine

#### Démographie
La population de Saint-Laurent a connu une croissance continue depuis sa fondation. Cependant, la vitesse de cette croissance a connu d'importantes variations. Ainsi, si la population a été multipliée par trois entre 1941 et 1951 puis encore par deux durant la décennie suivante, sa croissance a ensuite ralentie fortement pour s’établir à 7 % en moyenne par décennies entre 1971 et 2001. L'arrondissement atteint le cap des 100 000 habitants entre 2016 et 2021. 
| 1893  | 1901  | 1911  | 1921  | 1931  | 1941  | 1951   | 1961   | 1971   |
| ----- | ----- | ----- | ----- | ----- | ----- | ------ | ------ | ------ |
| 1 225 | 1 390 | 1 860 | 3 232 | 5 348 | 6 242 | 22 348 | 49 805 | 62 955 |

| 1976   | 1981   | 1986   | 1991   | 1996   | 2001   | 2006   | 2011   | 2016   |
| ------ | ------ | ------ | ------ | ------ | ------ | ------ | ------ | ------ |
| 64 404 | 65 900 | 67 002 | 72 400 | 74 240 | 77 390 | 84 833 | 93 842 | 98 828 |

| 2021    | - | - | - | - | - | - | - | - |
| ------- | - | - | - | - | - | - | - | - |
| 102 104 | - | - | - | - | - | - | - | - |

#### Langues
Saint-Laurent est un environnement multiculturel (54 % de la population est immigrée) et multilingue (60 % de la population déclare pouvoir entretenir une conversation en français et en anglais). Son visage sociodémographique ne cesse de changer, vu qu'il constitue un quartier privilégié pour les nouveaux arrivants. Le Liban était, en 2016, le pays d'origine le plus représenté avec 9,7 % des immigrants, devant la Chine (8,3 %) et le Maroc (8 %).
En 1976, les anglophones composaient plus de la moitié de la population laurentienne. Depuis, leur part a décru au profit des francophones et des allophones.
| Langue(s)         | Locuteurs | %  |
| ----------------- | --------- | -- |
| Français          | 31 380    | 32 |
| Anglais           | 21 530    | 22 |
| Multiples         | 13 260    | 13 |
| Arabe             | 8 625     | 9  |
| Langues chinoises | 6 215     | 6  |
| Espagnol          | 2 270     | 2  |
| Grec              | 1 580     | 2  |
| Autres            | 13 495    | 14 |

#### Religions
En 1986, les Laurentiens de religion chrétienne et juive représentaient respectivement 63 % et 13 % de la population. Un quart de siècle plus tard, ces ratios ont changé, notamment avec l’établissement d'immigrants de religion musulmane.
| Religion   | Pratiquants | %   |
| ---------- | ----------- | --- |
| Chrétienne | 50 270      | 55  |
| Musulmane  | 15 680      | 17  |
| Juive      | 6 825       | 7   |
| Bouddhiste | 3 975       | 4   |
| Hindoue    | 2 930       | 3   |
| Autres     | 370         | 0,4 |
| Aucune     | 12 065      | 13  |

### Économie

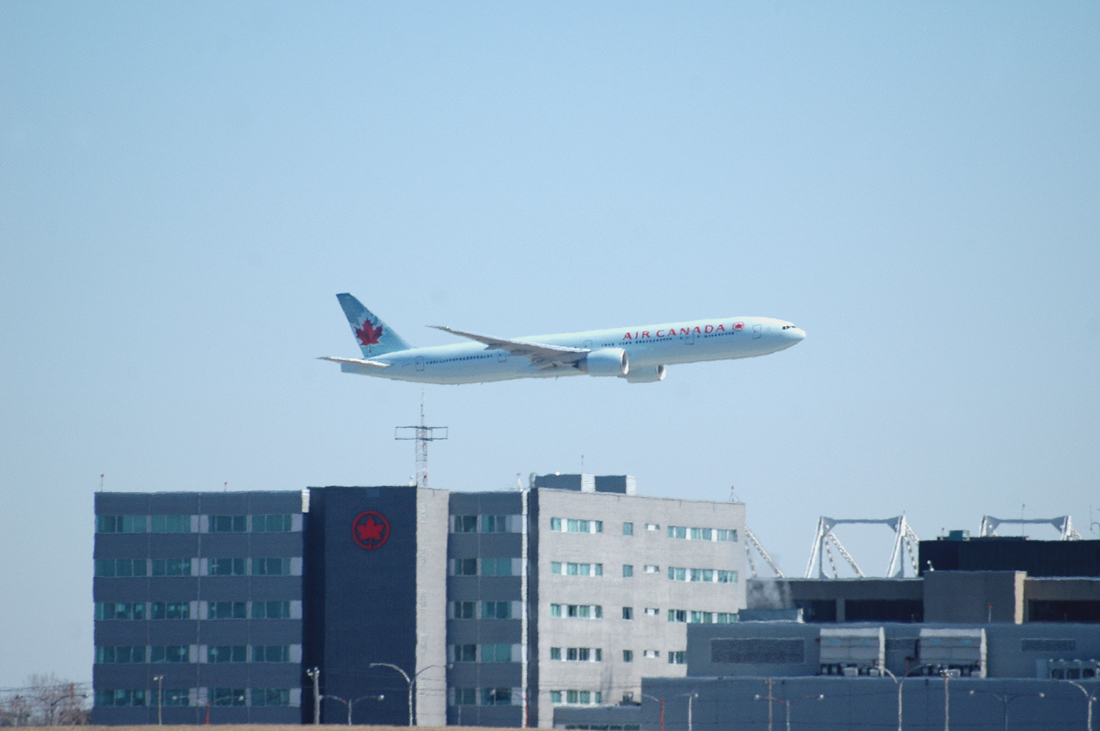
Le Centre Air Canada, siège d'Air Canada.

En termes de superficie, avec 42,8 kilomètres carrés, l’arrondissement de Saint-Laurent est le plus grand arrondissement de l’île de Montréal. Il contient le deuxième plus grand parc industriel au Québec, dont le développement a été favorisé par la proximité des voies autoroutières, dont l'autoroute 40 (la Métropolitaine), l'autoroute 520 (autoroute Côte-de-Liesse), l'autoroute 15 (autoroute des Laurentides) et l'autoroute 13 (autoroute Chomedey), ainsi que de l'aéroport international Pierre-Elliott-Trudeau de Montréal.
En 2011, la fabrication était le secteur économique le plus important de Saint-Laurent avec 29 % des emplois.
Considéré comme un pôle de l’aéronautique au Québec, Saint-Laurent abrite le siège de CAE depuis 1953 et l'usine Canadair de Bombardier Aéronautique, qui produit des composants pour les avions d'affaires Challenger et Global, et les avions régionaux CRJ et Q400.
L'industrie pharmaceutique est aussi présente, notamment avec l'usine de Pfizer, au centre de l'arrondissement depuis 1942, qui emploie 721 personnes,. Cette industrie s'est fortement développée à partir des années 1940, avant de connaître un déclin depuis la crise de 2007.

### Développement durable
Saint-Laurent a participé à l'adoption de politiques vertes par la ville de Montréal. Depuis 2009, toute nouvelle construction municipale de plus de 500 m2 doit au moins obtenir une certification LEED Or, et toute rénovation majeure doit être faite selon les critères LEED Argent. En 2009, seulement quelques villes en Amérique du Nord avaient pour standard la certification LEED Or.
En 2017, la mairie annonce que Saint-Laurent deviendra le premier arrondissement montréalais ami des papillons monarques.
Diverses phytotechnologies sont mises en œuvre dans l'arrondissement :
- Pour réduire les îlots de chaleur, une réglementation exige le remplacement du revêtement des toits plats ou à faible pente. Désormais, ils sont végétalisés ou recouverts d’un matériau pâle. Des toitures végétalisés recouvrent les ateliers municipaux, le chalet du parc Painter et la bibliothèque du Boisé.
- Le ruisseau Bertrand est réaménagé afin de réduire les rejets d’eaux pluviales à l’intercepteur municipal.
- Lors de la réfection des routes, des infrastructures de biorétention sont intégrés: au lieu de s’écouler dans les égouts, les eaux pluviales sont plutôt absorbées et décontaminées par le sol et les plantes.

### Architecture

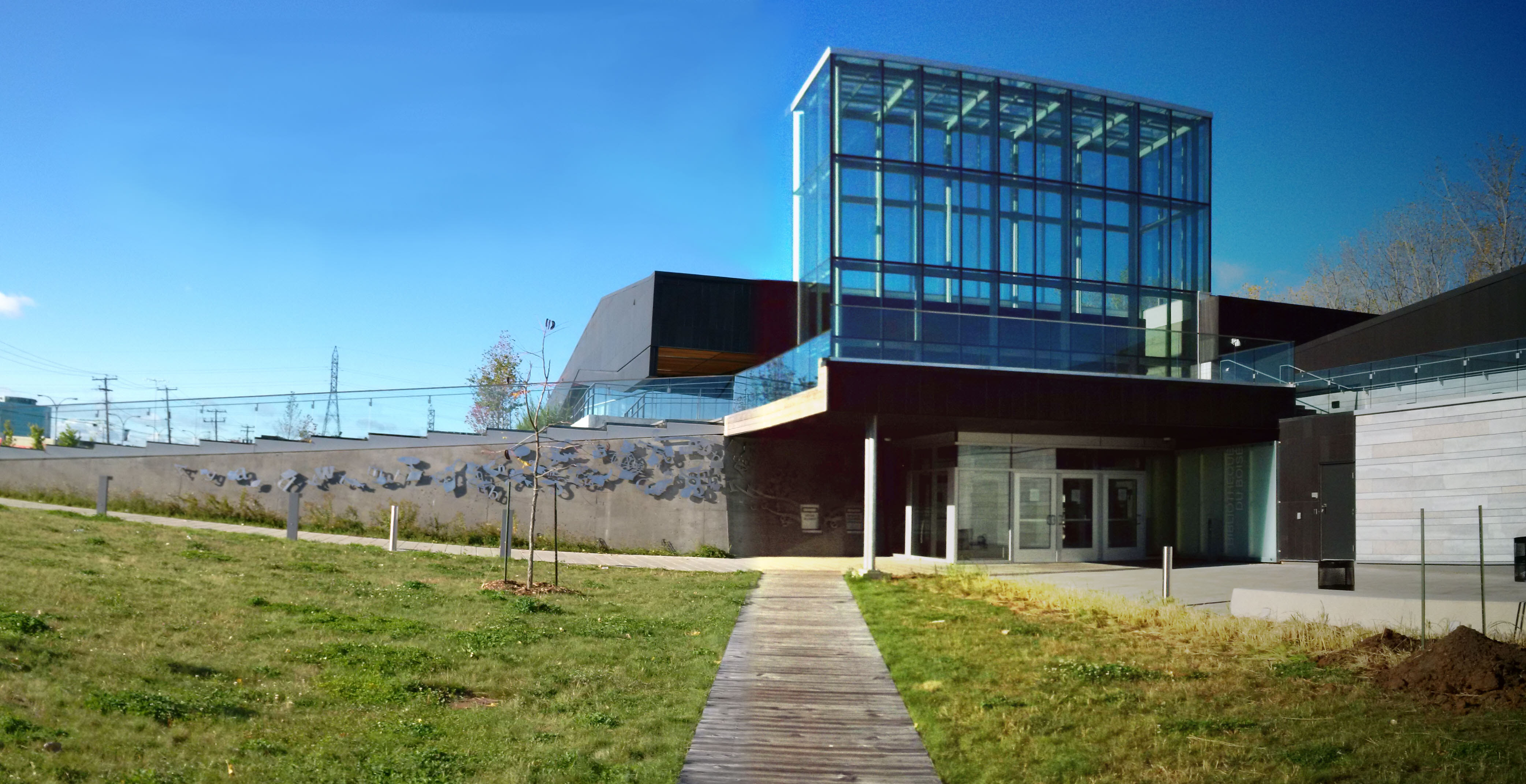
La bibliothèque du Boisé.

En juin 2014, le Conseil du bâtiment durable du Canada et SAB Magazine ont attribué à la Bibliothèque du Boisé l'un des huit prix canadiens du bâtiment durable 2014. En septembre 2014, la bibliothèque du Boisé était finaliste des prix Phénix de l'Environnement 2014.
La Bibliothèque du Boisé a remporté le Prix du bâtiment écologique 2017, décerné par l’Institut royal d’architecture du Canada (IRAC) et le Conseil du bâtiment durable du Canada (CBDCa). Ce prix reconnaît les bâtiments exceptionnels favorisant la santé et le bien-être des utilisateurs.

## Histoire
L'histoire de Saint-Laurent commence au milieu du XVIIe siècle avec le défrichement des terres concédées par Maisonneuve, premier gouverneur de Montréal, puis par les Sulpiciens, seigneurs de l’île de Montréal, à Jean Descaries. Ses trois fils sont les premiers colons à s'installer sur les terres de la Côte Saint-Laurent en 1687. Après que la paix ait été signée avec les Iroquois en 1701, 19 autres colons les rejoignent sur les terres que leur concèdent les Sulpiciens et construisent une chapelle l’année suivante.

### Saint-Laurent, la paroisse
Le 20 septembre 1720, la paroisse de Saint-Laurent est érigée. Le 3 mars 1722, son territoire est défini, il compte alors 29 habitations éparses. Le 10 août 1735, une nouvelle église est érigée à côté du croisement de la montée Saint-Laurent (futur boulevard Sainte-Croix) et du chemin de la Côte-Vertu. Son emplacement central dans la paroisse, à mi-chemin entre la Côte Saint-Laurent et la Côte Notre-Dame, qui facilite l'accès aux fidèles, va devenir le cœur d'un village. En effet, c'est le long de la montée Saint-Laurent, axe reliant Ville-Marie à la Rive-Nord, que se développent les premiers commerces, notamment auberges, forgerons et maréchaux-ferrants, pour servir les voyageurs. 

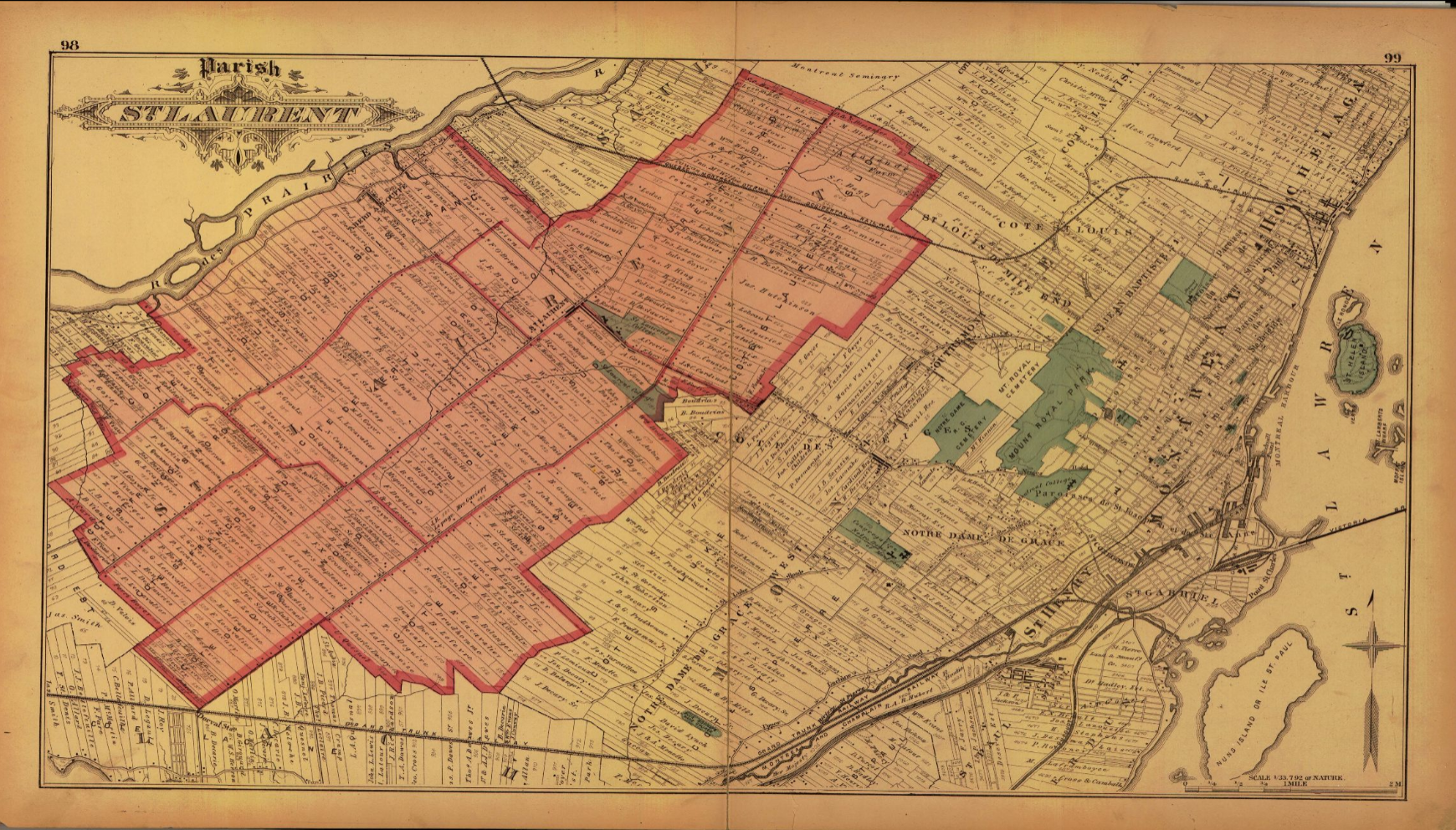
Le territoire de la paroisse de Saint Laurent (1879).

En 1740, toutes les terres administrées par les Sulpiciens ont été concédées à des colons. 162 familles y habitent en 1765. Après la Conquête, Saint-Laurent ne connaît pas d'exode de population et des familles écossaises viennent s'ajouter aux canadiennes françaises. En 1825, la paroisse est la plus peuplée sur l'Île de Montréal en dehors de celles de la ville de Montréal. C'est alors un village agricole, les cultures maraîchères étant la spécialité de l'endroit.
En 1837, l’église de Saint-Laurent, endommagée par la foudre en 1806, est reconstruite. Le 15 mai de la même année, Louis-Joseph Papineau y prononce l'un des discours les plus importants de sa carrière devant ses partisans rassemblés sur le parvis.

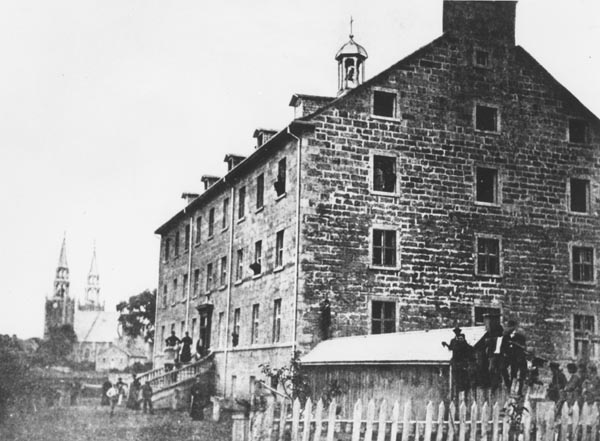
Le Collège de Saint-Laurent et, en arrière, l’église après sa reconstruction (1862).

L'arrivée des Pères de Sainte-Croix, en 1847, amorce la croissance du village. Ils y bâtissent, autour de l’église, leur maison-mère canadienne puis, en 1852, un établissement d'enseignement : l’Académie industrielle. La réputation prestigieuse de cette école bilingue, qui prend le nom de Collège de Saint-Laurent, va faire celle du village.
En 1885, l’arrivée du chemin de fer du Grand Tronc entre Saint-Laurent et Montréal attire de nouvelles industries. Elles viennent compléter l'exploitation des carrières qui était, depuis 1860, l'industrie principale.

### Saint-Laurent, la ville
Le 27 février 1893, le centre de la paroisse, urbanisé, obtient le statut de ville. On y compte alors 225 maisons pour 1 225 habitants. Durant le XXe siècle, la paroisse est amputée successivement de plusieurs territoires, qui deviendront Ville Mont-Royal, Cartierville, ainsi qu'une partie de Dorval. La ville de Saint-Laurent et la paroisse de Saint-Laurent coexisteront jusqu'en 1954 et l'annexion complète de cette dernière.

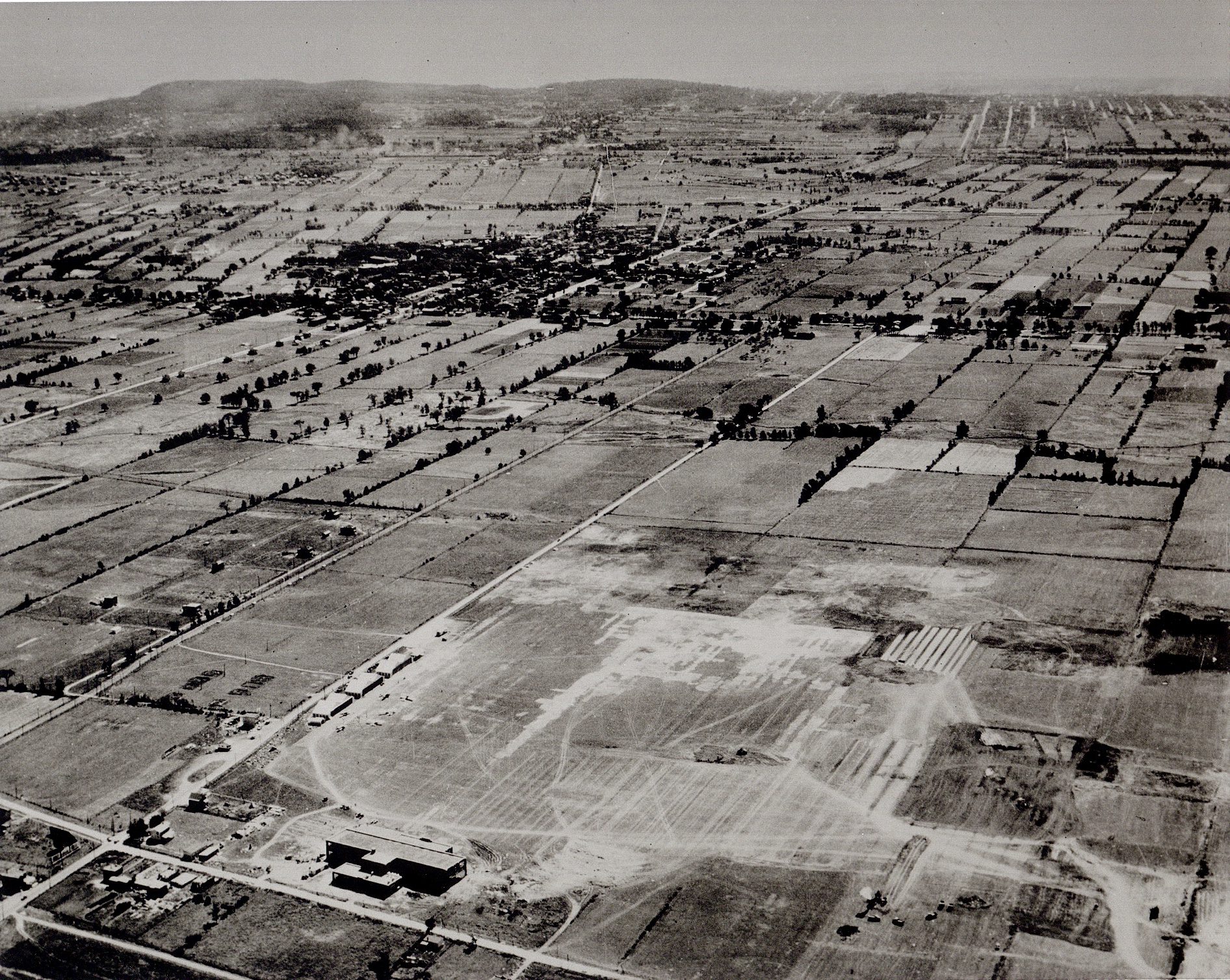
L’aéroport de Cartierville, à ville Saint-Laurent (1929).

En 1896, le tramway de la Montreal Park and Island Railway Company rejoint Saint-Laurent le long de la Grande-Allée-de-Florence (actuel boulevard Décarie). La même année, sous l'impulsion du maire et promoteur Édouard Gohier, la ville adopte un plan d'urbanisme qui regroupe les secteurs d’activités, sur le modèle City Beautiful. Pour attirer les familles montréalaises à la campagne, l'implantation de certaines industries polluantes (abattoirs, distilleries, usines à gaz) est prohibée et le territoire municipal est découpé en parcelles profondes que limitent de larges rues arborées.
La ville se modernise avec l’arrivée de l’éclairage électrique en 1900 puis d'un système d’aqueduc complet l’année suivante. Un hôtel de ville, qui fait aussi office de caserne de pompiers, est construit en 1912 sur l'emplacement de l'actuelle bibliothèque du Vieux-Saint-Laurent. Dix ans plus tard, c'est au tour d'un hôpital d'ouvrir ses portes.
Le 21 octobre 1918, la ligne Deux-Montagnes de la Canadian Northern Railway, première ligne ferroviaire électrifié du Canada, relie directement Saint-Laurent au centre-ville de Montréal. Trois gares sont construites sur le territoire communal : Vertu (renommée Montpellier), Monkland et Lazard (renommée Val-Royal puis Bois-Franc), le terminus,.

En 1911, un aérodrome, le Bois-Franc Field, est aménagé à l'ouest de la ville. Il devient l'aéroport de Cartierville. L'industrie aéronautique s'y installe en 1935 avec la petite usine de Noorduyn Aviation, rejointe en 1942 par celle de Vickers qui deviendra Canadair. Elle connaît un essor considérable pendant la Seconde Guerre mondiale. Des dizaines de milliers d'ouvriers participent à l’effort de guerre et une première banlieue pavillonnaire, le quartier Norvick (contraction de Noorduyn-Vickers), est construite sur le modèle des cités-jardins pour loger certains d'entre-eux à proximité immédiate.

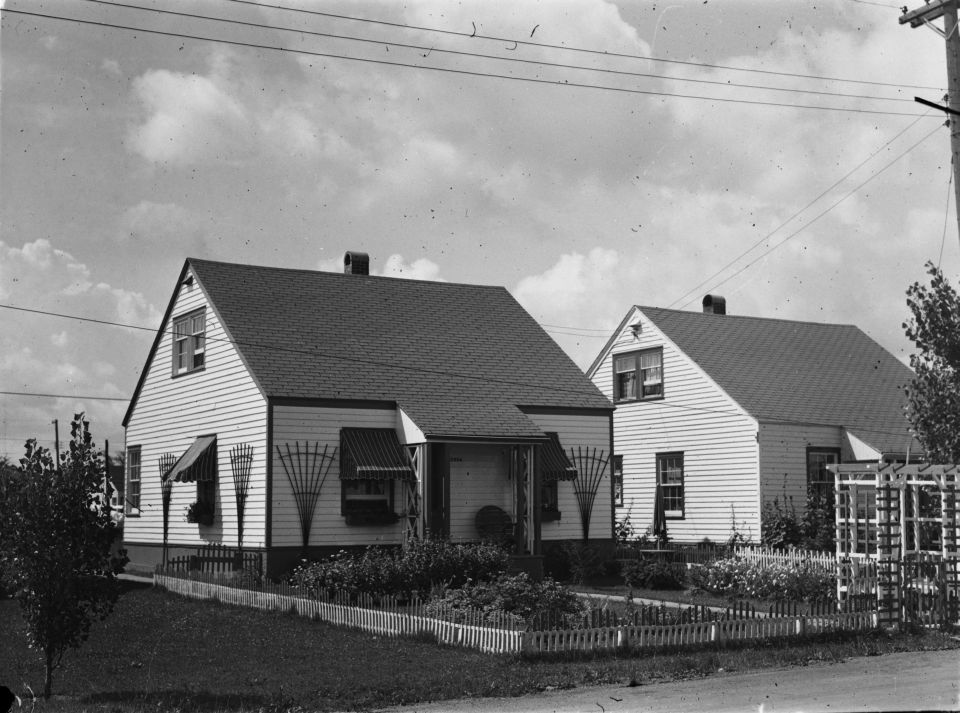
Maisons individuelles du quartier Norvick (1947).

Après-guerre, Saint-Laurent connaît un boom économique et démographique sans précédent. Alors que l'agriculture disparaît progressivement, l’étendue des terres disponibles à proximité immédiate de l’aéroport de Dorval et des autoroutes Métropolitaine et Décarie favorisent le développement industriel à tel point que Saint-Laurent devient la deuxième ville industrielle du Québec, derrière Montréal. Conjointement aux usines, se développent de nouvelles banlieues structurées pour l'automobile au nord et à l'ouest du centre historique. La reconstruction, en 1957, de l’hôtel de ville sur un nouveau terrain à l'ouest de l'ancien témoigne du déplacement du centre de gravité de la ville. En 1968, le Collège devient le Cégep de Saint-Laurent. Deux ans plus tard, un second Cégep, anglophone, ouvre ses portes : le Collège Vanier. En plus des bungalows, les années 1960 et 1970 voient la construction de grands ensembles d'habitation modernistes en périphérie de la ville.
Le tramway cesse de desservir Saint-Laurent fin 1959 et est remplacé par des autobus. Le 9 janvier 1984, le métro s'y substitue avec l'ouverture de la station Du Collège. Une seconde station, Côte-Vertu, ouvre fin 1986. Deux supplémentaires sont alors planifiées mais ne verront pas le jour à la suite des restrictions budgétaires des années 1990.

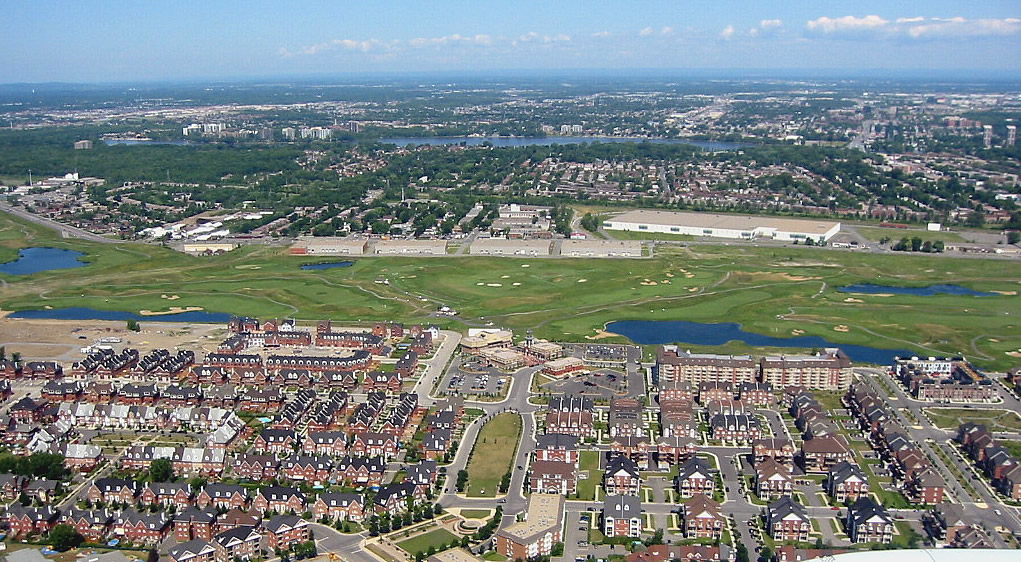
Vue aérienne du quartier Bois-Franc et de son golf (2006).

Dans la dernière décennie du XXe siècle, la planification urbaine se poursuit avec des projets inspirés du nouvel urbanisme qui font la part belle aux espaces verts et aux plans d'eau. Un parc de recherche et développement, le Technoparc Montréal, est inauguré en 1992 dans le but d'attirer des entreprises de haute technologie. Aujourd'hui, le Technoparc est le premier parc scientifique du Canada. Il est géré par la Ville de Montréal et regroupe plus d'une centaine d'entreprises dans les secteurs de l'aéronautique, des sciences de la vie, de la pharmaceutique et des technologies.
En mars 1988, la mairie lance un vaste projet de construction domiciliaire : le Nouveau Saint-Laurent. La même année, le groupe Bombardier profite de la fermeture de l’aéroport de Cartierville dont il est propriétaire pour proposer sa reconversion en quartier résidentiel. La construction du quartier Bois-Franc débute officiellement le 6 août 1993 mais les ventes étant plus lentes que prévu, un golf est aménagé sur les terrains invendus en juin 2002. Il ferme en novembre 2011 et les constructions reprennent.

### Saint-Laurent, l'arrondissement
Le 1er janvier 2002, l'ensemble des municipalités situées sur l'île de Montréal, dont Ville de Saint-Laurent, sont fusionnées par une loi du gouvernement du Québec pour former la nouvelle ville de Montréal. Cette fusion forcée est mal accueillie par les banlieues, et le Parti libéral du Québec promet un référendum sur les défusions s'il est élu lors de l'élection suivante. Après l'élection d'un nouveau gouvernement, un référendum sur les défusions municipales a lieu le 20 juin 2004. À Saint-Laurent, 75 % des votants optent pour la défusion. Cependant, en raison du seuil de participation minimal fixé par Québec à 35 % d'électeurs inscrits pour que le résultat soit valide, Saint-Laurent demeure un arrondissement de Montréal. Un total de 28,5 % des électeurs s'était prononcé.
La construction du Réseau express métropolitain ajoutera cinq stations de métro léger à l'arrondissement en 2023, dont trois remplaceront des gares de train de banlieue existantes.

## Politique et administration
Le maire actuel de l'arrondissement est Alan DeSousa, et ce, depuis la constitution de l'arrondissement en 2002.
| Période                                    | Identité                            |
| ------------------------------------------ | ----------------------------------- |
| Maires de la municipalité de Saint-Laurent |                                     |
| 1893-1901                                  | Édouard Gohier père (1861-1923)     |
| 1901-1903                                  | Théophile Migneron                  |
| 1903-1905                                  | Édouard Gohier père (1861-1923)     |
| 1905-1909                                  | Philémon Cousineau (1874-1959)      |
| 1909-1911                                  | Hormidas Trudeau                    |
| 1911-1913                                  | Édouard Gohier père (1861-1923)     |
| 1913-1917                                  | Joseph-Hormidas Crevier             |
| 1917-1919                                  | Joseph-Adelard Grou                 |
| 1919-1921                                  | Adelard Cousineau                   |
| 1921-1927                                  | Joseph-Adelard Grou                 |
| 1927-1928                                  | Adelard Cousineau                   |
| 1928-1938                                  | Édouard Gohier fils (1891-1963)     |
| 1938-1943                                  | Georges-Philippe Laurin (1892-1964) |
| 1943-1949                                  | Édouard Gohier fils (1891-1963)     |
| 1949-1950                                  | Joseph-Honoré Authier               |
| 1950-1959                                  | Maurice Cousineau (1911-2004)       |
| 1959-1990                                  | Marcel Laurin (1923-1993)           |
| 1990-2001                                  | Bernard Paquet (1932-2005)          |
| Maire de l'arrondissement de Saint-Laurent |                                     |
| 2001-                                      | Alan DeSousa                        |

### Conseil de l'arrondissement
L'arrondissement de Saint-Laurent est divisé en deux districts : Norman-McLaren et Côte-de-Liesse. Chaque district est représenté par deux élus au conseil municipal de la Ville de Montréal, auxquels s'ajoute un maire d'arrondissement. Le conseil d’arrondissement assume les pouvoirs de portée locale en urbanisme, en développement social et communautaire, en loisirs, en voirie, etc.

### Représentation provinciale
La circonscription électorale provinciale de Saint-Laurent est créée lors de la refonte de la carte électorale de 1965 à partir de parties des anciennes circonscriptions de Laval et de Jacques-Cartier. Depuis cette date, elle est représentée continuellement par des députés membres du Parti libéral du Québec. De 1986 à 1994, elle est la circonscription du Premier ministre du Québec, Robert Bourassa. Depuis les élections générales de 2018, Marwah Rizqy représente Saint-Laurent au Parlement du Québec.

### Représentation fédérale
Depuis sa création en 1986, la circonscription électorale fédérale de Saint-Laurent est représentée continuellement par un député membre du Parti libéral du Canada. Avant cette date, Saint-Laurent faisait partie de la plus vaste circonscription de Dollard, représentée elle aussi par des députés libéraux sauf entre 1984 et 1988 ou elle le fut par Gerry Weiner, député progressiste-conservateur. Stéphane Dion représente la circonscription de 1996 à 2017. Depuis le 3 avril 2017, Emmanuella Lambropoulos représente Saint-Laurent au Parlement du Canada.

### Jumelages
Saint-Laurent est jumelé avec :
- Lethbridge (Alberta) depuis 1967[31] ;
- Mérignac (Gironde)[32].

## Infrastructures

### Administration, culture et loisirs

#### Bâtiments municipaux

Mairie de l'arrondissement de Saint-Laurent, de nuit (décembre 2016).

| Infrastructure                          | Année de construction | Notes                                                |
| --------------------------------------- | --------------------- | ---------------------------------------------------- |
| Centre des loisirs                      | 1937                  |                                                      |
| Hôtel de ville                          | 1958                  |                                                      |
| Cour municipale                         |                       |                                                      |
| Bibliothèque du Vieux Saint-Laurent     | 1965                  |                                                      |
| Musée des maîtres et artisans du Québec | 1979                  | Anciennement Musée d’art de Saint-Laurent.           |
| Bibliothèque du Boisé                   | 2013                  | Bâtiment certifié LEED Or. Superficie de 6 000 m2.   |
| Complexe sportif de Saint-Laurent       | 2017                  | Bâtiment certifié LEED Or. Superficie de 14 500 m2,. |

#### Parcs et espaces verts
Saint-Laurent compte une quarantaine de parcs et squares totalisant une surface de 130 hectares, soit 3 % de la superficie de l'arrondissement.
| Nom                           | Superficie (ha) | Année d'ouverture | Notes                                                   |
| ----------------------------- | --------------- | ----------------- | ------------------------------------------------------- |
| Parc Beaudet                  | 1,29            |                   | Premier parc de la ville de Saint-Laurent.              |
| Parc Gohier                   | 2,27            |                   |                                                         |
| Parc Hartenstein              | 3,21            |                   |                                                         |
| Parc Alexis-Nihon             | 3,23            |                   |                                                         |
| Parc Saint-Laurent            | 6,7             |                   |                                                         |
| Parc Philippe-Laheurtre       | 13,64           | 2010              | En développement.                                       |
| Parc du Bois-franc            | 14,13           | 2013              | Fait office de bassin de rétention des eaux de pluie.   |
| Parc Marcel-Laurin            | 38,97           |                   | Comprend un boisée de 15,44 ha.                         |
| Parc-nature du Bois-de-Liesse | 45,67           | 1984              | Parc à cheval sur trois arrondissements et deux villes. |

### Enseignement

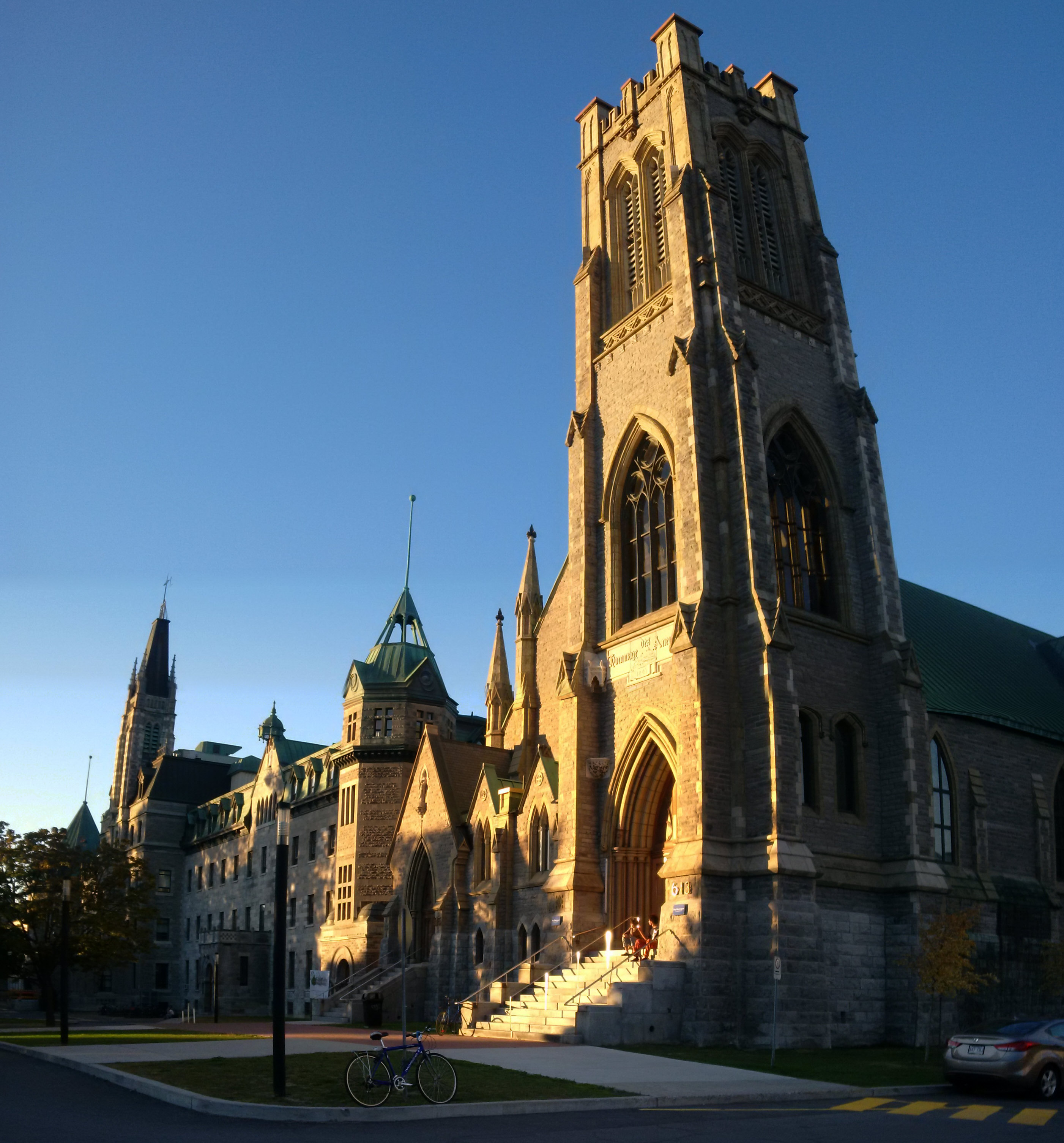
Cégep de Saint-Laurent et musée des maîtres et artisans du Québec.

#### Cégeps
- Cégep de Saint-Laurent (francophone)
- Cégep Vanier (anglophone)

#### Écoles francophones
- École primaire Beau-Séjour
- École primaire Bois-Franc-Aquarelle
- École primaire Cardinal-Léger
- École primaire des Grands-Êtres
- École primaire Édouard-Laurin
- École primaire Enfants-du-Monde
- École primaire Enfant-Soleil
- École primaire Henri-Beaulieu
- École primaire Jean-Grou
- École primaire Jonathan
- École primaire Katimavik-Hébert
- École primaire Laurentide
- École secondaire Saint-Laurent
- Centre de formation professionnelle Léonard-De Vinci

#### Écoles anglophones
- École primaire Cedarcrest
- École primaire Gardenview
- École primaire Parkdale
- Académie LaurenHill (secondaire)

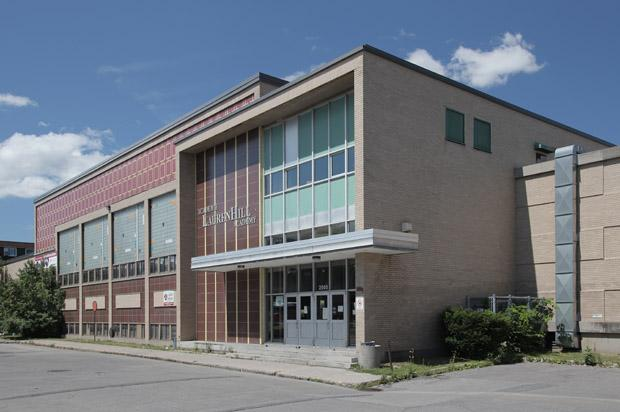
Académie LaurenHill.

- St. Laurent Adult Education Centre

#### Écoles privées
- École Alex Manoogian
- École Maïmonide, Campus Jacob Safra
- École Montessori Ville-Marie, Campus Saint-Laurent
- École bilingue Notre-Dame de Sion (primaire)
- École internationale des Apprenants (primaire)
- École Jeunes Musulmans Canadiens

### Lieux de culte
- Église Notre-Dame-du-Bois-Franc
- Église Saint-Hippolyte
- Église de Saint-Laurent
- Église Saint-Sixte
- Église Arménienne Catholique Notre-Dame de Nareg
- Église Chrétienne de Saint-Laurent
- Église Baptiste de l'Ouest de Montréal
- Église Baptiste Bethel
- Église Adventiste du Septième Jour De Norwood
- Église Pentecôtiste Unie de Saint-Laurent
- Église Presbytérienne arabe de Montréal
- Église Luthérienne Saint-Paul
- Église Alliance vietnamienne
- Synagogue Sépharade Hekhal Shalom
- Synagogue de la communauté Sépharade de ville Saint-Laurent
- Synagogue Ashkénaze orthodoxe Beth Ora
- Mosquée Haidery Markaz
- Centre islamique Al Andalous
- Centre islamique du Québec
- Salle du Royaume des Témoins de Jéhovah

### Transports publics
- Stations du métro de Montréal
  - Du Collège
  - Côte-Vertu
- Gares du train de banlieue de la ligne Deux-MontagnesLa gare Bois-Franc.

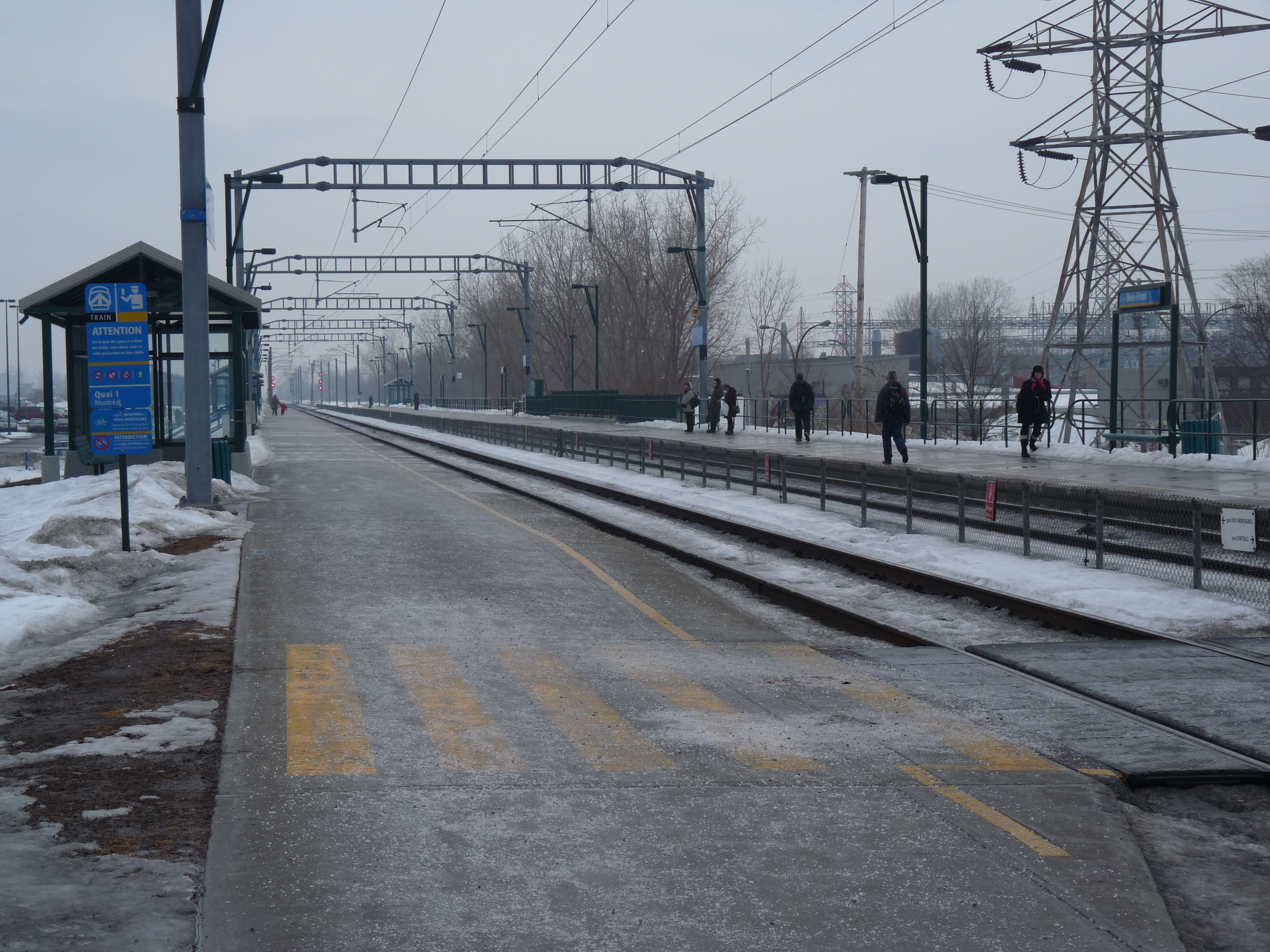
La gare Bois-Franc.

  - Montpellier
  - Du Ruisseau
  - Bois-Franc

### Industrie et habitation
- Canadair
- Les développements domiciliaires Bois-Franc construit sur les terrains de l'ancien aéroport de Cartierville

## Personnalités liées
- Émile Legault (1906-1983), prêtre de la Congrégation de Sainte-Croix et dramaturge fondateur des Compagnons de Saint-Laurent en 1937 ;
- Paul Houde, acteur et animateur de télévision et de radio, né et ayant grandi à Saint-Laurent ;
- Pierre Houde, commentateur sportif à RDS ;
- Francis Reddy, acteur et animateur québécois, né à Ville Saint-Laurent ;
- Raymond Bourque, joueur professionnel de hockey sur glace retraité, intronisé au Temple de la renommée du hockey ;
- Mathieu Darche, joueur professionnel de hockey sur glace retraité ;
- Anthony Lukca, joueur professionnel de football canadien retraité.

## Images

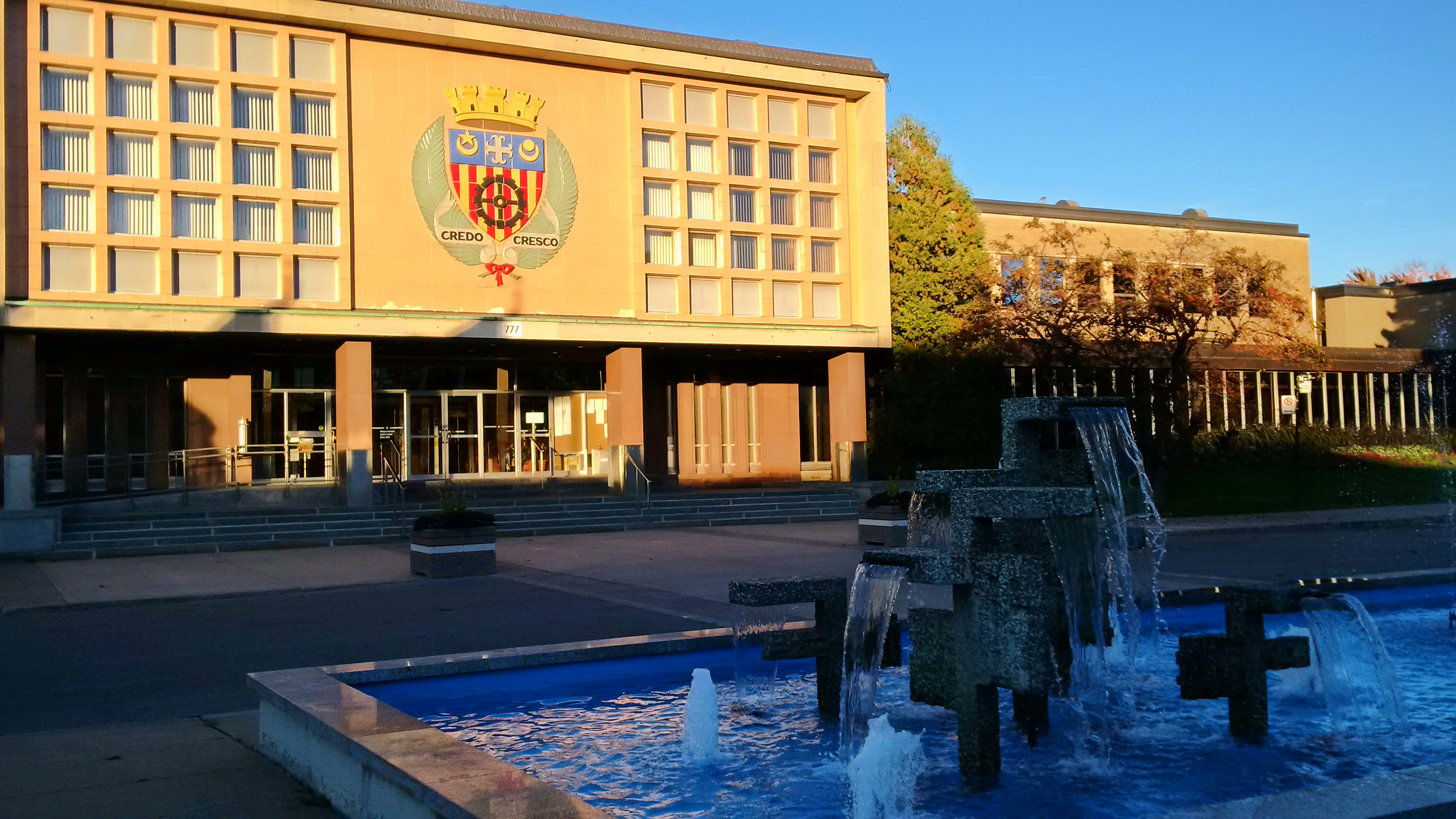
Façade de l'Hôtel de Ville de Saint-Laurent.
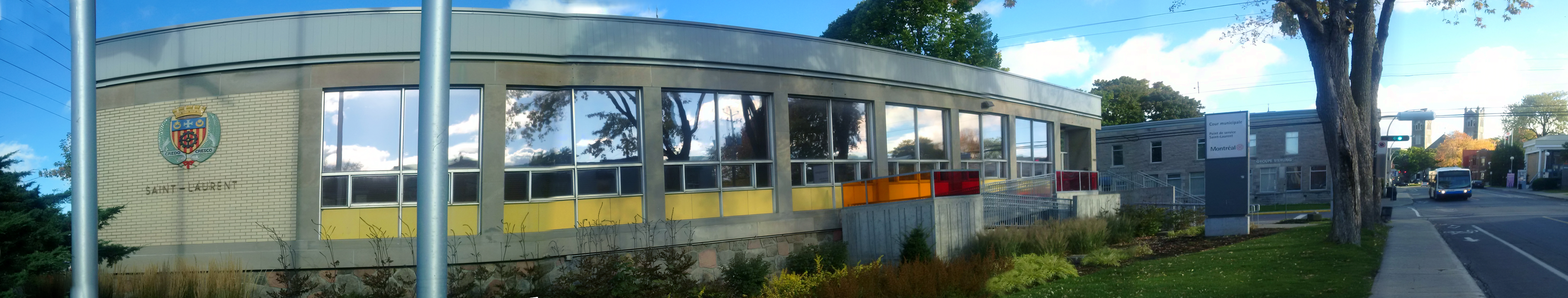
Cour municipale de l'arrondissement de Saint-Laurent.
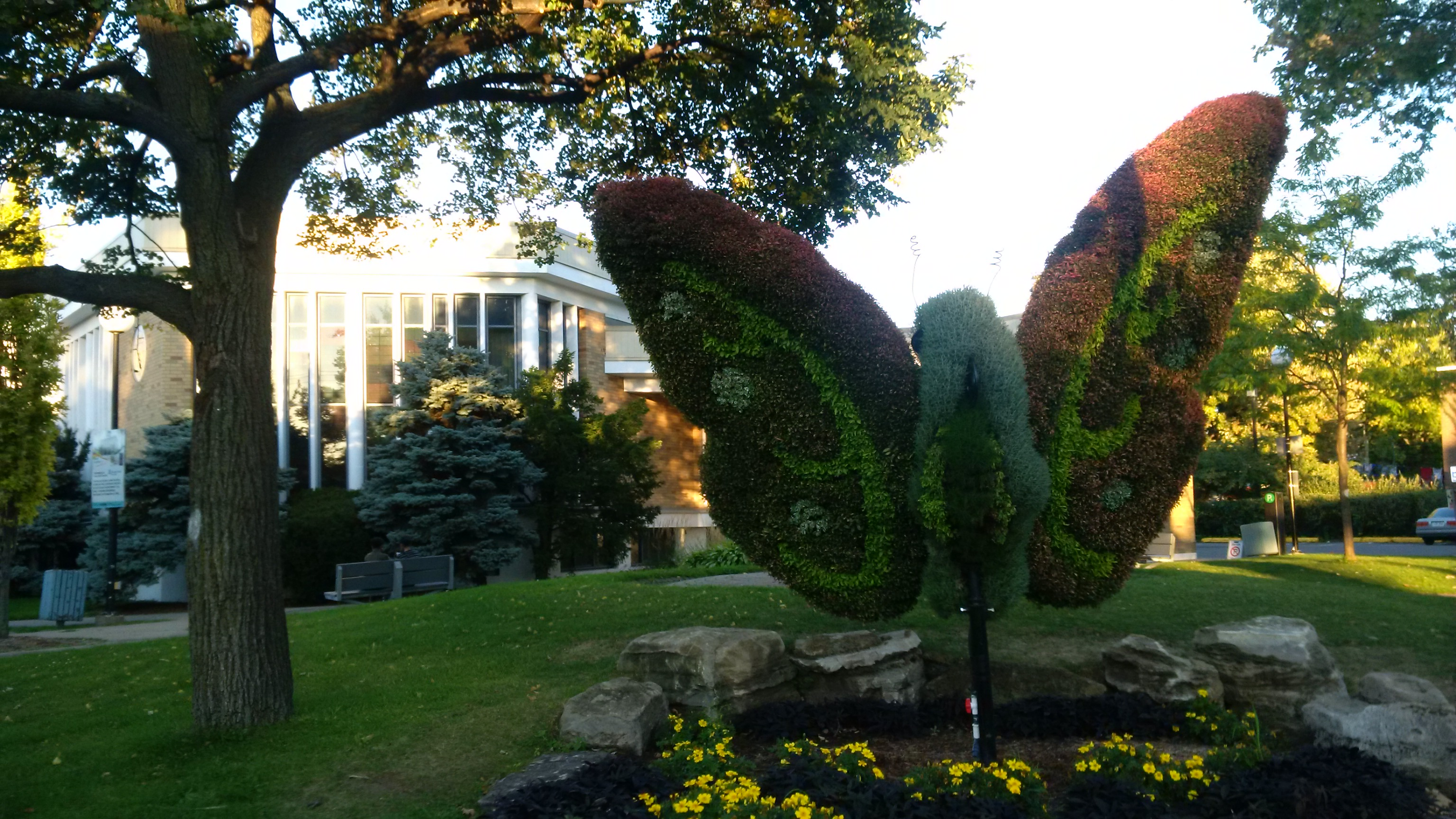
Bibliothèque du Vieux-Saint-Laurent avec mosaïculture.
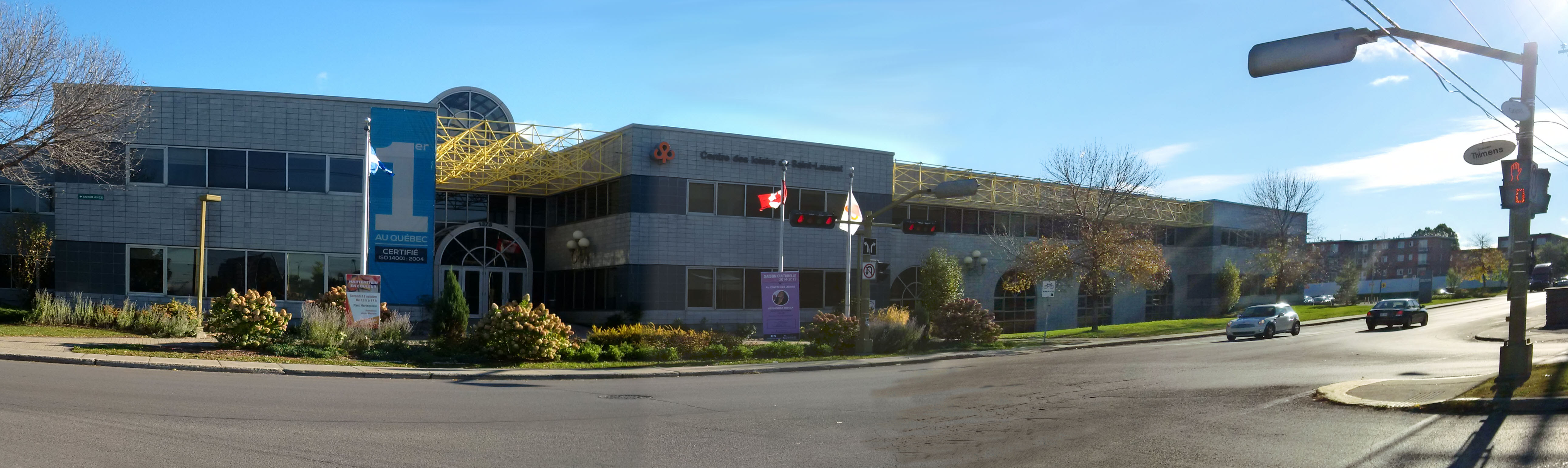
Centre des loisirs de l'arrondissement de Saint-Laurent.
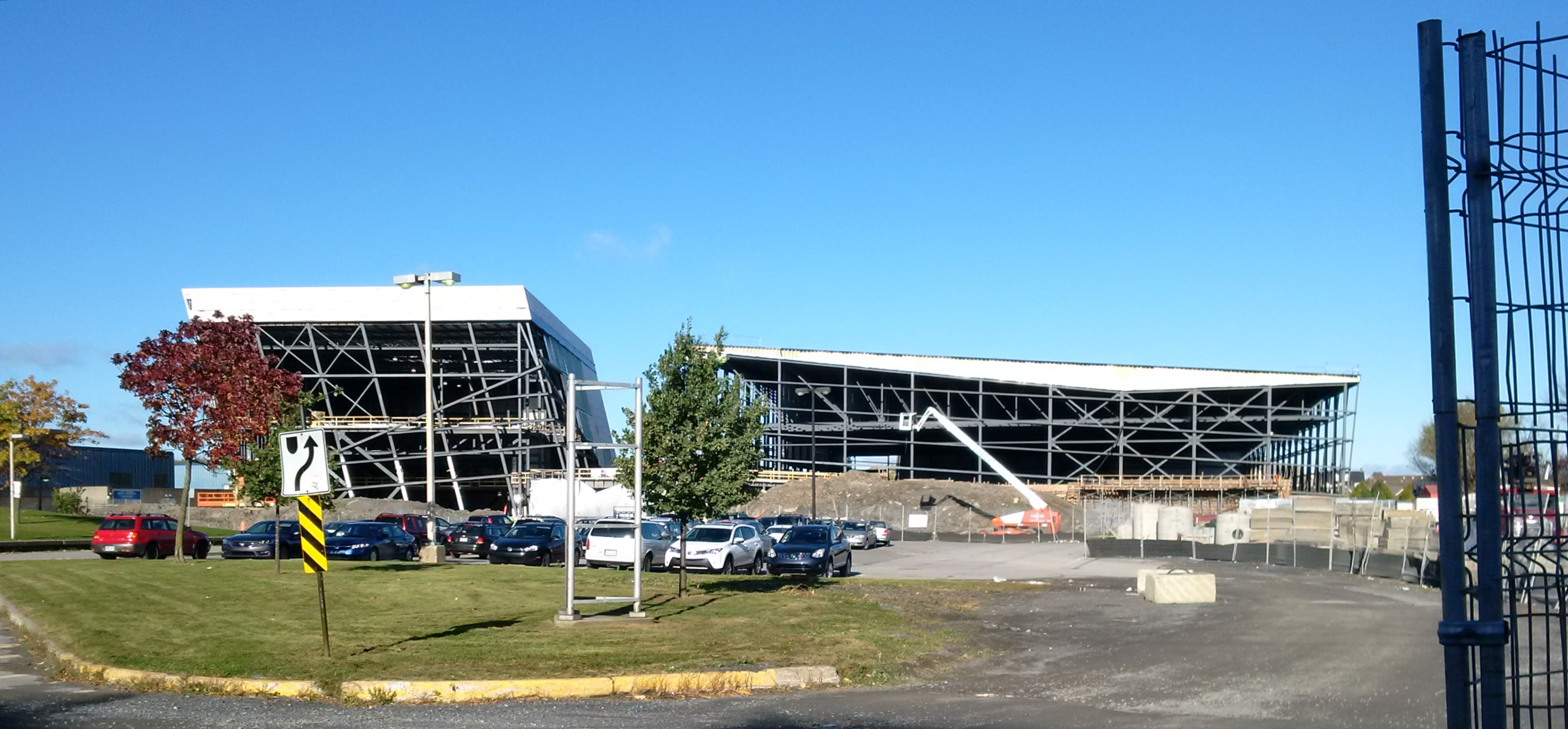
Le complexe sportif de Saint-Laurent en construction (2013).
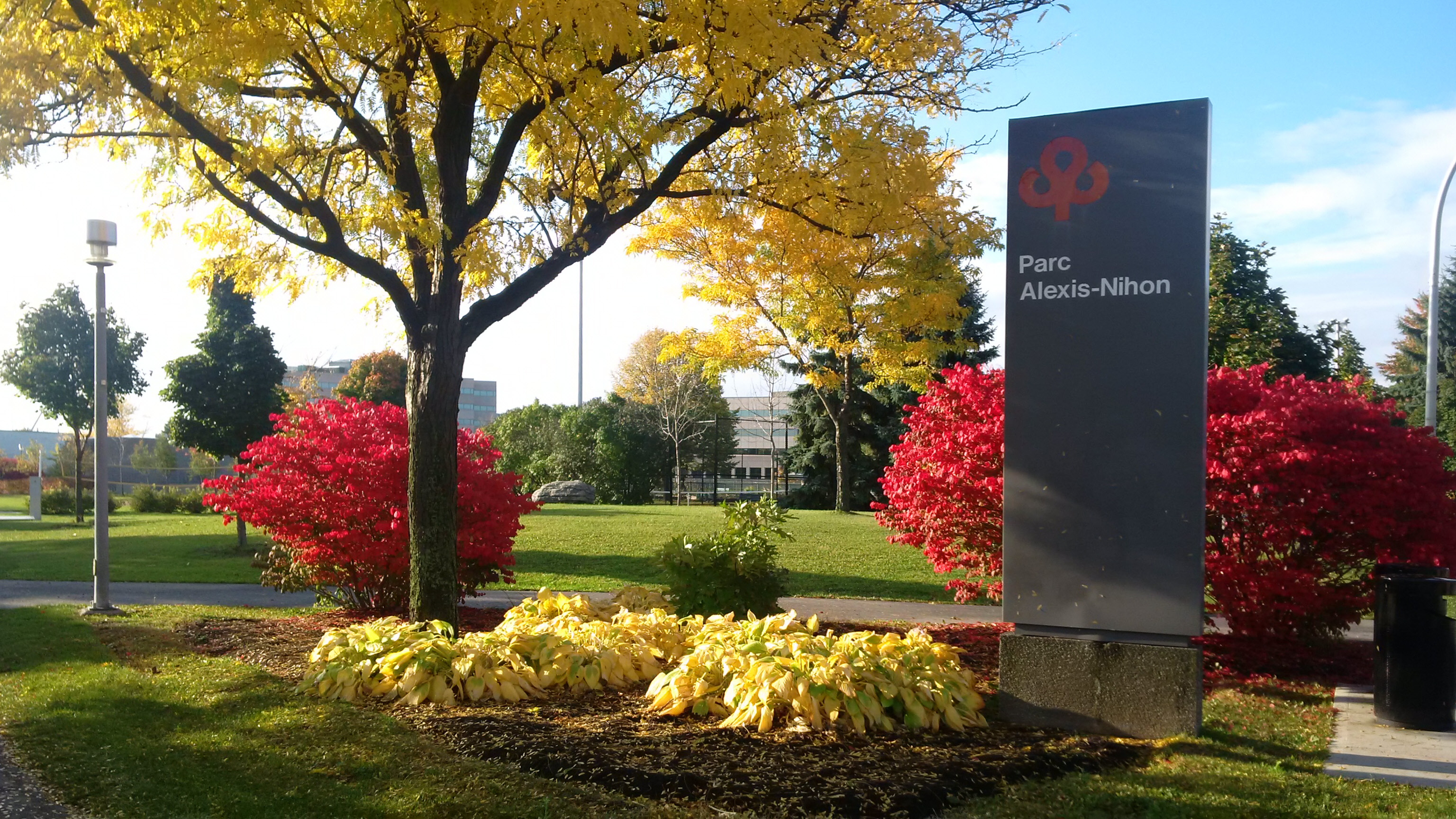
Le parc Alexis-Nihon comporte des courts de tennis et un jardin communautaire.
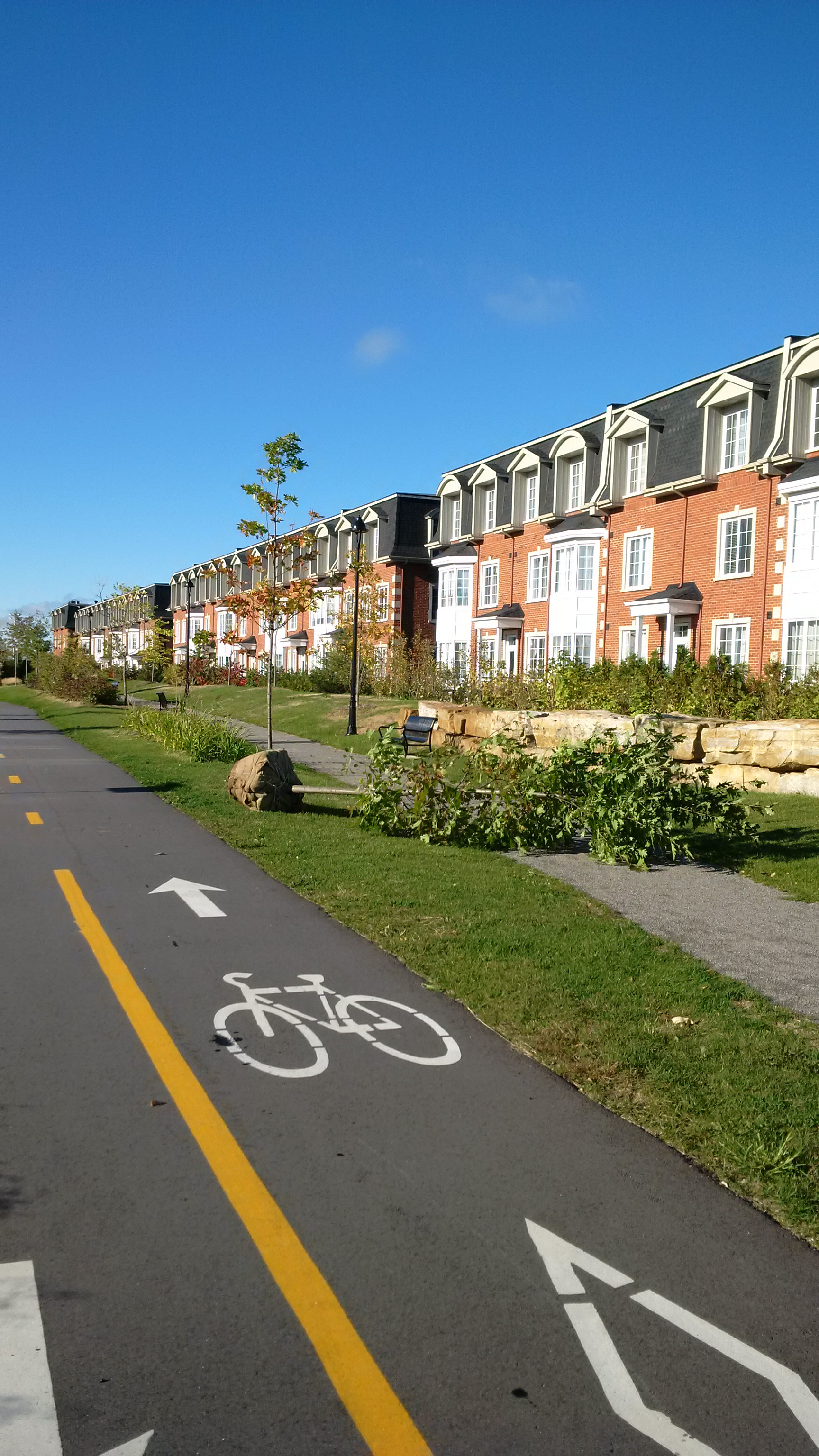
La piste cyclable du boulevard Thimens dans l'arrondissement de Saint-Laurent.
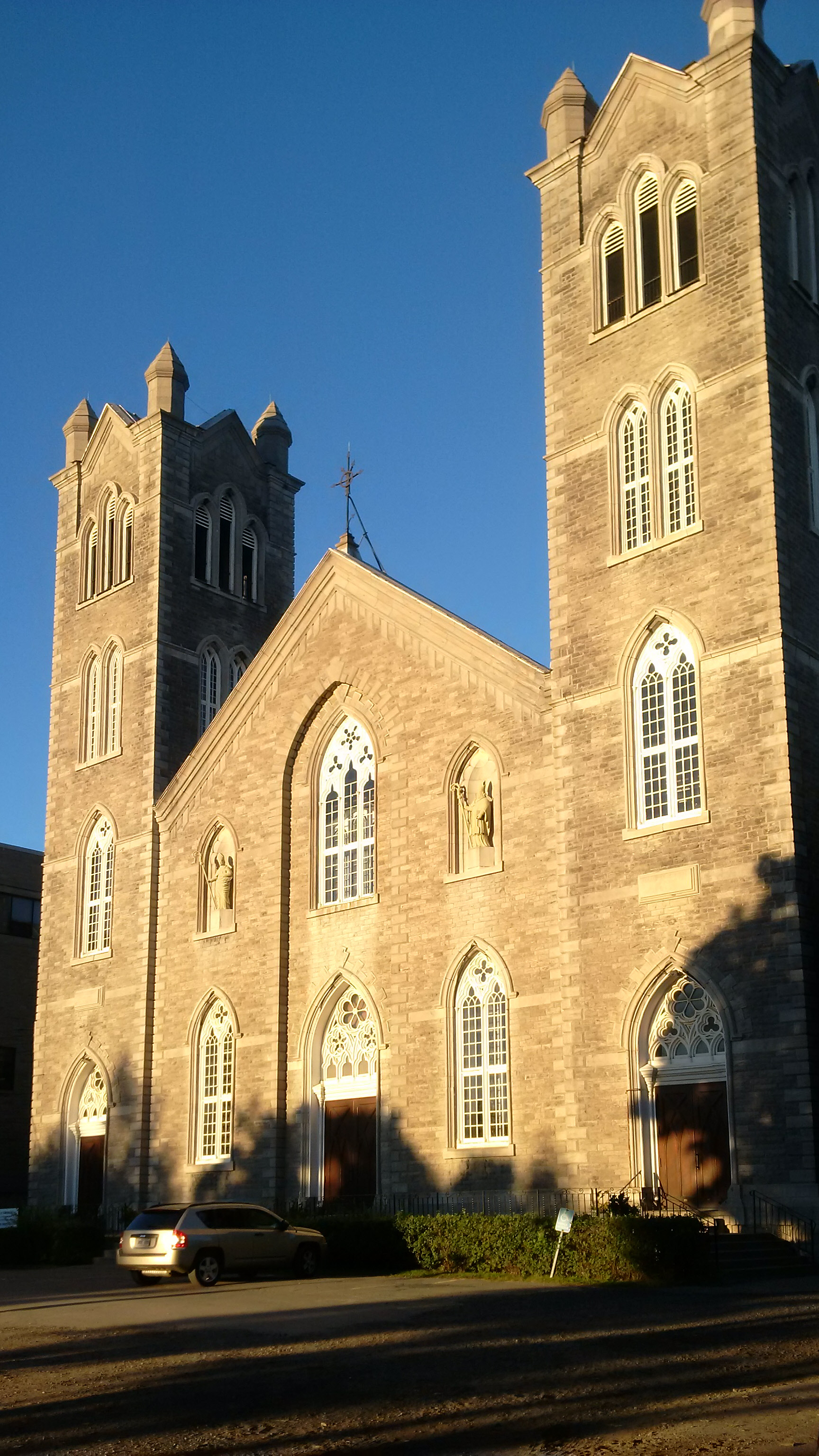
L’église de Saint-Laurent, construite en 1835-1837.
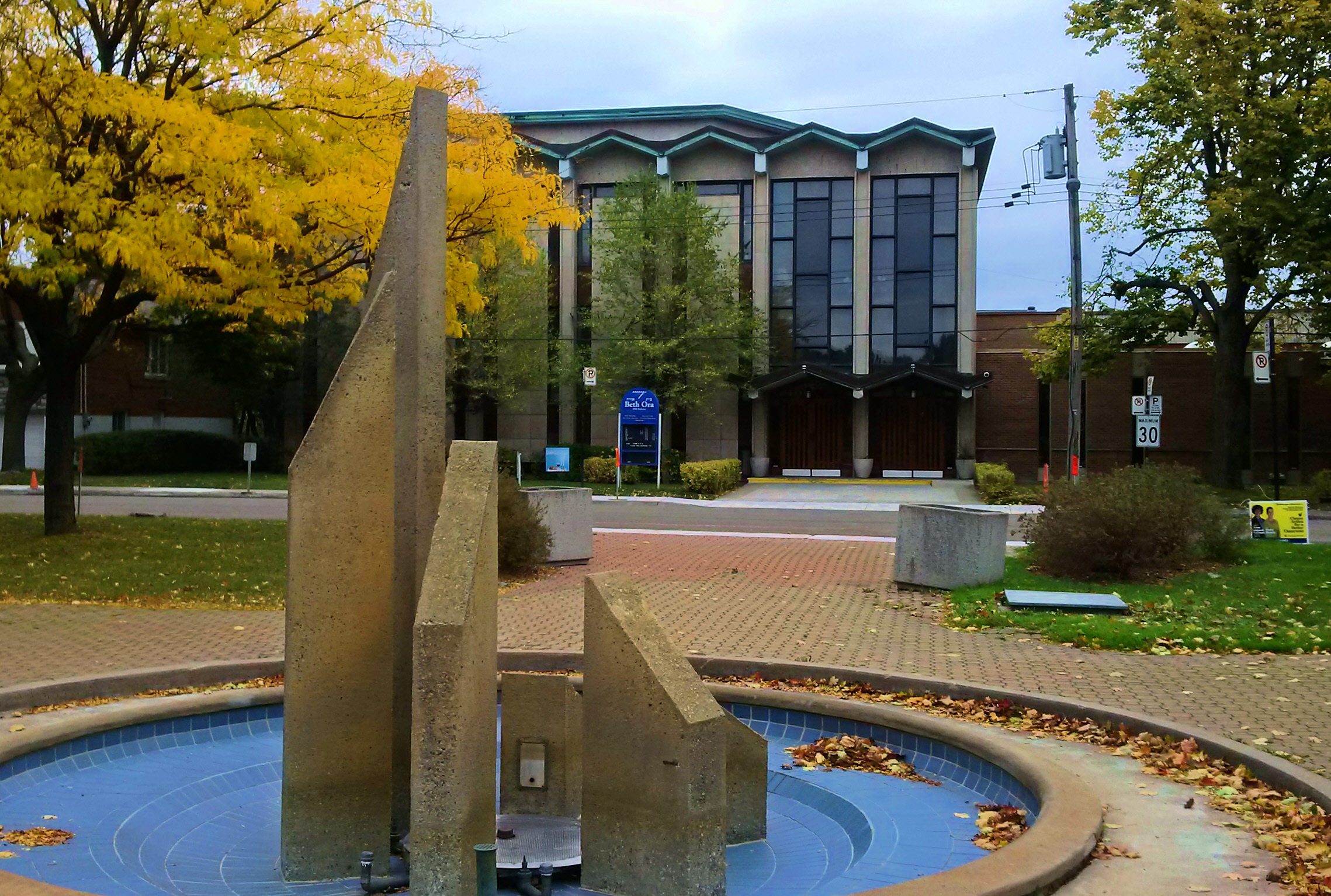
Synagogue Beth Ora, dans l'arrondissement de Saint-Laurent.
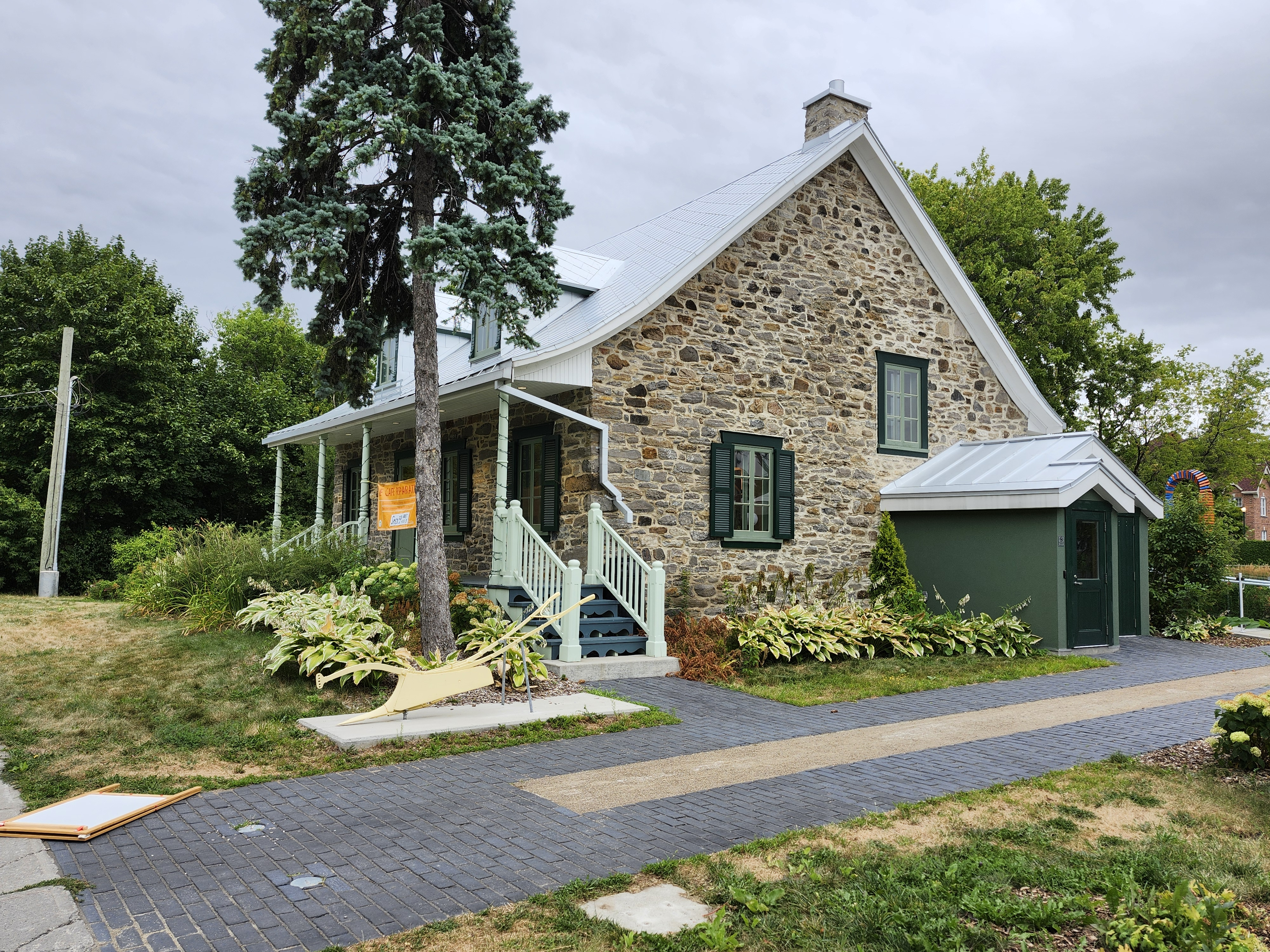
Maison Robert-Bélanger, construite en 1806